# 李震 (建王)
李震（?—?），唐朝皇子，是唐僖宗的长子，生母不详。
中和元年（881年）九月十六，李震被他父亲唐僖宗封为建王，883年加太保，其后史书中没有记载他的情况，薨年也不详。文德元年（888年），唐僖宗死后，由兄弟唐昭宗即位，而没有传给儿子。
《全唐文》记有《授建王震魏博节度使制》。